# Gostingen
Gostingen (luxembourgeois: Gouschteng) est une section de la commune luxembourgeoise de Flaxweiler située dans le canton de Grevenmacher.